# Đường dây nóng Moskva-Washington

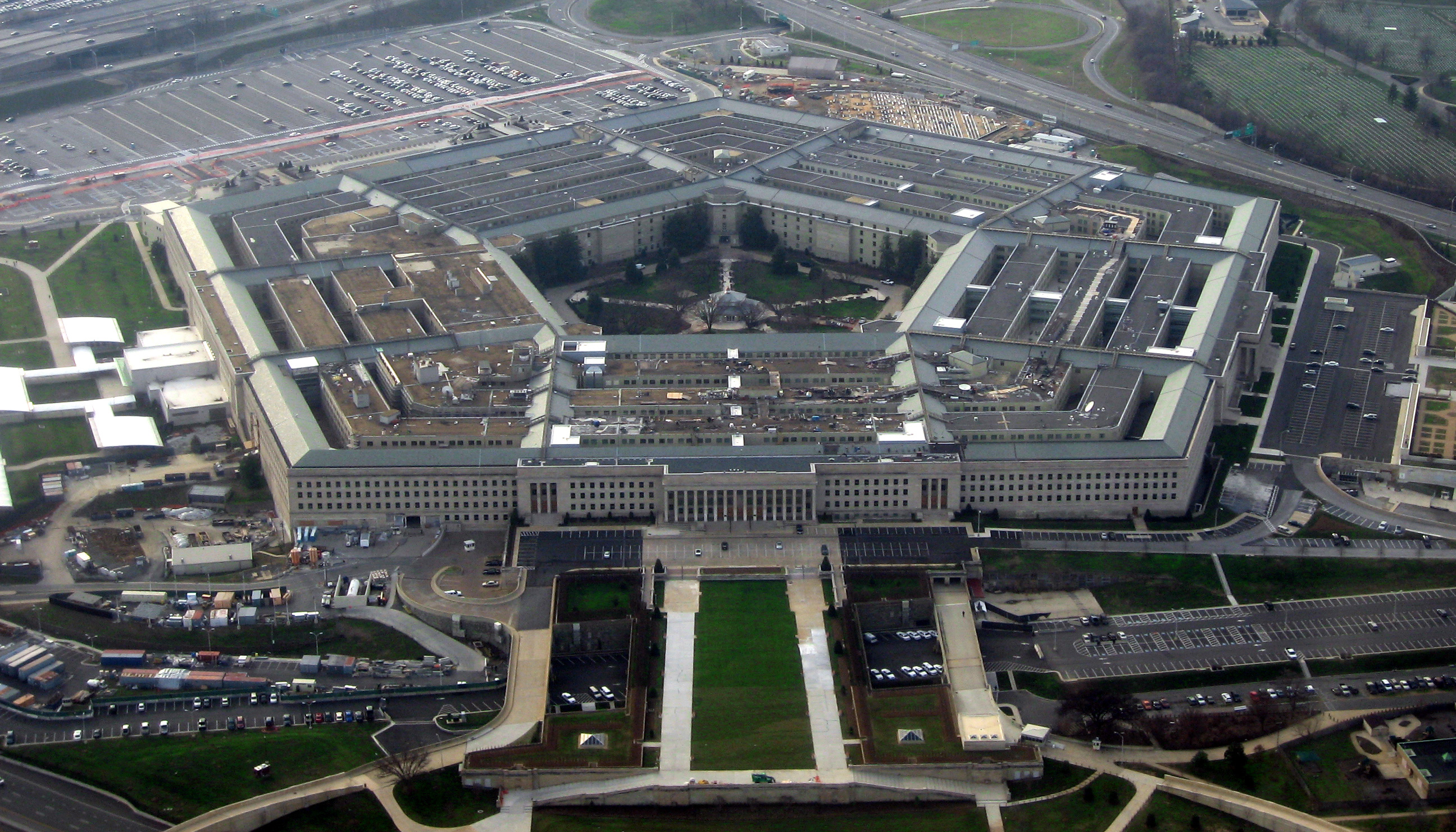
Lầu Năm Góc, quận Arlington, Virginia.

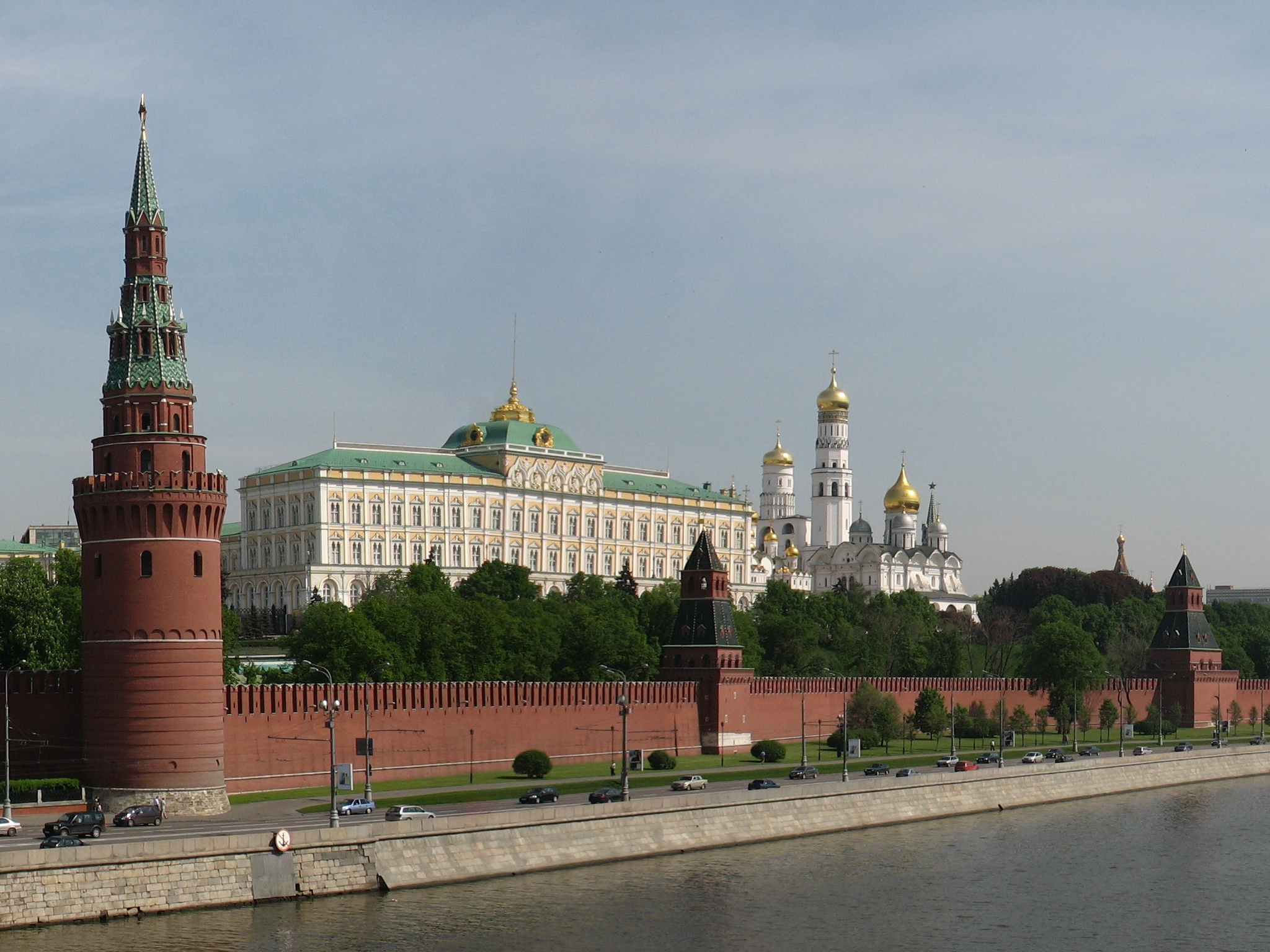
Điện Kremlin ở Moskva.

Đường dây nóng Moskva–Washington (chính thức được biết đến ở Hoa Kỳ với tên gọi Liên kết truyền thông trực tiếp Moskva-Washington  tiếng Nga: Горячая линия Вашингтон — Москва, chuyển tự: Goryachaya liniya Vashington–Moskva, Tiếng Anh: Moscow-Washington hotline) là một hệ thống cho phép liên lạc trực tiếp giữa các nhà lãnh đạo của Hoa Kỳ và Nga (lúc trước là Liên Xô). Đường dây nóng này được thành lập vào năm 1963 và liên kết Lầu năm góc với Kremlin (về mặt lịch sử, với sự lãnh đạo của Đảng Cộng sản Liên Xô trên chính quảng trường từ chính Kremlin). 
Mặc dù trong văn hóa đại chúng, nó được gọi là "điện thoại đỏ", đường dây nóng không bao giờ là đường dây điện thoại và không có điện thoại màu đỏ nào được sử dụng. Việc triển khai đầu tiên đã sử dụng thiết bị Teletype và được chuyển sang máy fax vào năm 1986. Kể từ năm 2008, đường dây nóng Moscow - Washington là một liên kết máy tính an toàn mà các tin nhắn được trao đổi bằng một hình thức bảo mật email.